# Manuel Mendoza
Manuel Mendoza (ur. 23 września 1973) – amerykański snowboardzista. Nie startował na igrzyskach olimpijskich. Na mistrzostwach świata jego najlepszym wynikiem jest 6. miejsce w snowcrossie na mistrzostwach w San Candido. Najlepsze wyniki w Pucharze Świata osiągnął w sezonie 1995/1996, kiedy to zajął 14. miejsce w klasyfikacji generalnej.

## Sukcesy

### Mistrzostwa Świata
| Miejsce | Dzień       | Rok  | Miejscowość | Konkurencja       | Zwycięzca          |
| ------- | ----------- | ---- | ----------- | ----------------- | ------------------ |
| 21.     | 23 stycznia | 1997 | San Candido | Slalom            | Bernd Kroschewski  |
| 33.     | 25 stycznia | 1997 | San Candido | Slalom równoległy | Mike Jacoby        |
| 6.      | 26 stycznia | 1997 | San Candido | Snowboardcross    | Helmut Pramstaller |

### Puchar Świata

#### Miejsca w klasyfikacji generalnej
- 1994/1995 - -
- 1995/1996 - 14.
- 1996/1997 - 76.
- 1997/1998 - 118.

#### Miejsca na podium
1. Altenmarkt – 2 grudnia 1995 (Gigant) - 1. miejsce